# Yevguenia Pobedímova
Yevguenia Gueórguievna Pobedímova (translitera al cirílico Евгения Георгиевна Победимова; 1898 – 1973) fue una botánica y taxónoma vegetal rusa.
Hizo extensas recolecciones de la flora en el centro de Asia.

## Algunas publicaciones
- 1950. Stelleropsis. Bot. Mater. Gerb. Bot. Inst. Komarova Akad. Nauk SSSR 12: 148
- 1953. On the change in the generic names on the Genera Vincetoxicum.
- 1952. Antitoxicum. En: B.K. Schischkin & E. G. Bobrov (eds.), Fl. URSS 18: 674
- 1953. Flore d'URSS - Volumen 18 - Bajo la dirección de Boris Konstantinovich Schischkin y de Evgenij Gregorievic Bobrov - Leningrado, pp. 665 de la edición original (489 en la traducción inglesa)
- 1961. Microcephala. Bot.Mater.Gerb.Inst.Komarova Akad. Nauk SSSR 21: 356
- 1967. Asclepiadaceae. En: V.L.E. Komarov (ed.) Flora of the U.R.S.S. vol. 18; tradujo al inglés N. Landau, P. Lavoott. Israel Program for Scientific Translation, Jerusalem, pp. 487–527
- 1972. Arischrada. Novosti Sist. Vyss. Rast. 9: 247

## Honores

### Eponimia

#### Especies
- (Lamiaceae) Salvia pobedimovae J.G.González
- La abreviatura «Pobed.» se emplea para indicar a Yevguenia Pobedímova como autoridad en la descripción y clasificación científica de los vegetales.[1]